# Hangspitze
Hangspitze är ett berg i Österrike.   Det ligger i distriktet Bregenz och förbundslandet Vorarlberg, i den västra delen av landet, 500 km väster om huvudstaden Wien. Toppen på Hangspitze är 1 745 meter över havet, eller 94 meter över den omgivande terrängen. Bredden vid basen är 0,76 km. Hangspitze ingår i Kanisfluh.
Terrängen runt Hangspitze är bergig åt nordost, men åt sydväst är den kuperad. Runt Hangspitze är det ganska tätbefolkat, med 166 invånare per kvadratkilometer.. Närmaste större samhälle är Dornbirn, 10,2 km nordväst om Hangspitze. 
I omgivningarna runt Hangspitze växer i huvudsak blandskog.